# Kappa Tucanae
Kappa Tucanae (κ Tuc / κ Tucanae) é um sistema estelar quádruplo na constelação de Tucana que está a aproximadamente 66 anos-luz da Terra e que tem magnitude aparente em conjunto de 4,25.
O sistema consiste em dois pares de estrelas separados por 5,3 minutos de arco. A estrela mais brilhante, Kappa Tucanae A, é uma subgigante de classe F de magnitude aparente 5,1. A outra estrela, Kappa Tucanae B, tem magnitude aparente 7,3 e está a 5 segundos de arco, ou 100 UA, da estrela A. Essas estrelas levam 1 222 anos para completar uma órbita.
Kappa Tucanae C e Kappa Tucanae D, que formam o outro par de estrelas, têm magnitude aparente 7,8 e 8,2, respectivamente, e estão mais próximos entre si do que o outro par, com uma distância de 1,12 segundos de arco, ou 23 UA. Essas estrelas levam 86 anos para completar uma órbita.